# Nobéré
Pour le département et la commune rurale, voir Nobéré (département).
Nobéré est un village et le chef-lieu du département et la commune rurale de Nobéré, situé dans la province du Zoundwéogo et la région Centre-Sud au Burkina Faso.

## Géographie
Nobéré est localisé à environ 20 km au sud-ouest du centre de Manga. La commune est traversée par la route nationale 5 reliant Ouagadougou (situé à 100 km au nord) à la frontière ghanéenne.

## Santé et éducation
Nobéré accueille un centre de santé et de promotion sociale (CSPS) tandis que le centre médical (CMA) le plus proche se trouve à Manga.
Le village possède une école primaire publique.